# Tierras de Talavera
Tierras de Talavera es el nombre que recibe una amplia comarca, sin entidad administrativa, cuya capital es Talavera de la Reina. Durante la historia ha tenido diferentes extensiones, dependiendo de la importancia adquirida por la ciudad en las diferentes épocas.

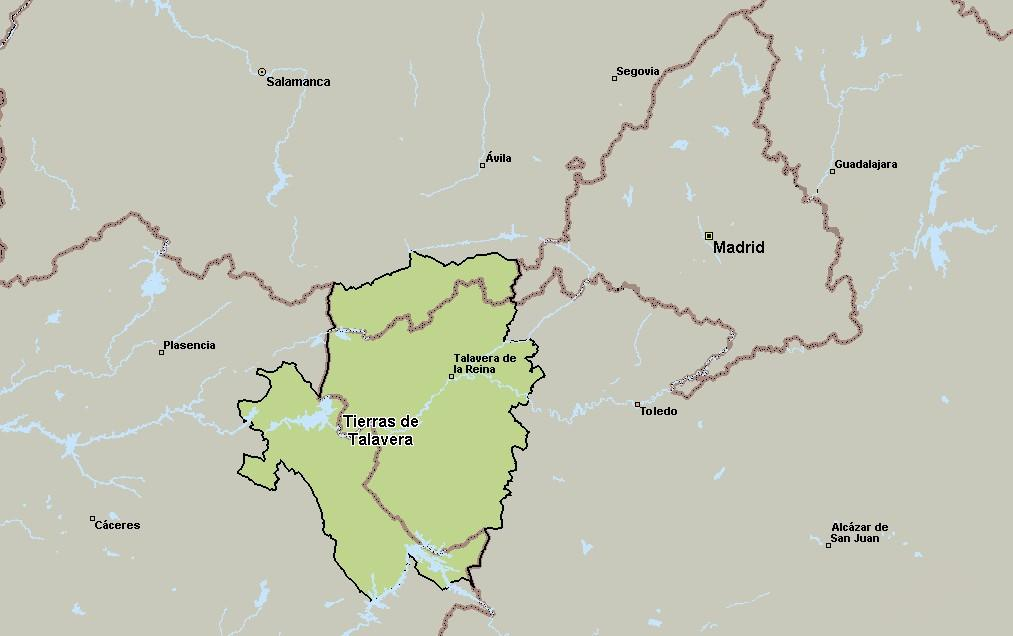
Mapa propuesto por el grupo político ACTAL de las Tierras de Talavera.

Geográficamente está delimitada por el río Ibor al oeste y las localidades de Almaraz, Guadalupe, Alía y Castilblanco, la Sierra de Gredos al norte y los Montes de Toledo y el río Guadiana al sur. Al este limita con la comarca de Torrijos. El río Tajo atraviesa toda la comarca de este a oeste.
Históricamente forman parte de estas tierras las subcomarcas de La Jara, el área urbana de Talavera de la Reina, el Rincón de Anchuras (perteneciente a Ciudad Real) y partes de las comarcas extremeñas del Valle del Ibor y el Campo Arañuelo. Del mismo modo, desde el año 1833 forman parte de las Tierras de Talavera las comarcas de la Sierra de San Vicente y La Campana de Oropesa, pertenecientes hasta esa fecha a la provincia de Ávila si bien siguieron formando parte de la Comunidad de Villa y Tierra de Ávila hasta 1837 y del Obispado de Ávila hasta 1955.

## Historia
En el periodo neolítico formó un territorio económico poblado por celtas vetones, de los que quedan varios restos como los numerosos verracos (animales pétreos, principalmente toros) o dólmenes. Las tierras vetonas se extendían desde la provincia de Salamanca, Norte de Cáceres, Ávila y las tierras de Talavera.
Con la llegada de los romanos, el asentamiento vetón de Talabriga o Aibura se convertirá en Caesarobriga y será capital comercial de un amplio territorio del convento jurídico de Emérita Augusta, en la provincia de Lusitania. Tras la caída de los romanos y el advenimiento de los visigodos formó su propio obispado llamado "Aquense Eborense".
La época islámica aportó un crecimiento de la ciudad asombroso desde el punto de vista urbano y comercial y se estableció la base de su competencia con Toledo, ciudad con la que se enfrentó en varias ocasiones y contra la que se aliaba alternativamente con Córdoba y Badajoz. Esta rivalidad llevó a su máxima mención la llamada "Noche Toledana" cuando un ejército talaverano asesinó a decenas de nobles musulmanes toledanos en el Alcázar de Toledo al mando de Amrus Ben Yusuf, como venganza al ataque de los toledanos a la ciudad. Talavera llegó a formar su propio reino de taifas independiente durante un corto período, tras el cual pasó a la taifa toledana.
Con la reconquista, la ciudad comenzó a ganar territorios cedidos por los diferentes monarcas castellanos. Sancho IV de Castilla extendió al máximo sus posesiones.
Posteriormente la ciudad pasó a ser posesión de la Reina de Castilla, María de Portugal, pero esta la cedió posteriormente a los Arzobispos de Toledo. Si bien éstos debían jurar unos fueros que daban autonomía económica a la ciudad sobre todo su territorio.
En 1770, en el "Correo General" publicado en Madrid, Talavera aparece como parte de Extremadura con "quatro fábricas de cordones de seda de capullo", "tres fábricas de sombreros" y otras "quatro de loza fina". En la actualidad, una de las principales avenidas de la ciudad lleva el nombre de la Real Fábrica de Seda. La ciudad y su comarca intentaron en varias ocasiones desligarse del Obispado de Toledo, estando a punto de ello durante el papado de León X, y posteriormente como promesa de Felipe V por la fidelidad de Talavera de la Reina a los Borbones en la guerra de Sucesión mientras Toledo apoyó a los Austrias.
Poco a poco y por diversos pleitos y desamortizaciones algunas zonas fueron adquiriendo personalidad jurídica propia. La constitución de 1812 elimina los señoríos y por tanto desaparece el de Talavera sobre sus tierras. En ese momento histórico, la capital comarcal ha quedado destrozada por la Guerra de la Independencia y su poder económico depauperado. En 1833, el ministro Javier de Burgos realiza la actual división provincial, separando las Tierras de Talavera y perdiendo la ciudad su capitalidad, pasando a formar parte de la provincia de Toledo.
Posteriormente ha habido algún intento de recuperar la territorialidad común, durante la II República Española y en el periodo de la transición en el que se volvió a pedir la creación de una Provincia de Talavera, por parte del primer Alcalde democrático de Talavera D. Jesús García de Castro. También otros Alcaldes como Pablo Tello y Florentino Carriches han acariciado esa posibilidad sobre todo tras el general sentimiento de marginación de la comarca. Se creó incluso, un partido político que llegó a tener cierta representación en la comarca, ACTAL (Acción por la Comarca de Talavera).

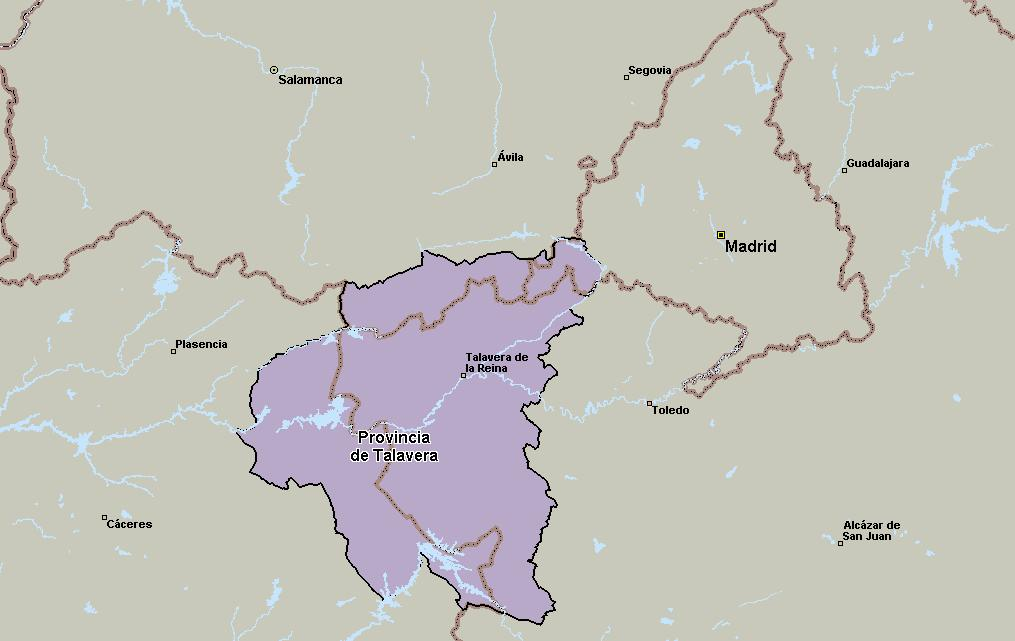
Propuesta de ACTAL para la creación de la Provincia de Talavera de la Reina.

## Sentimiento comarcal

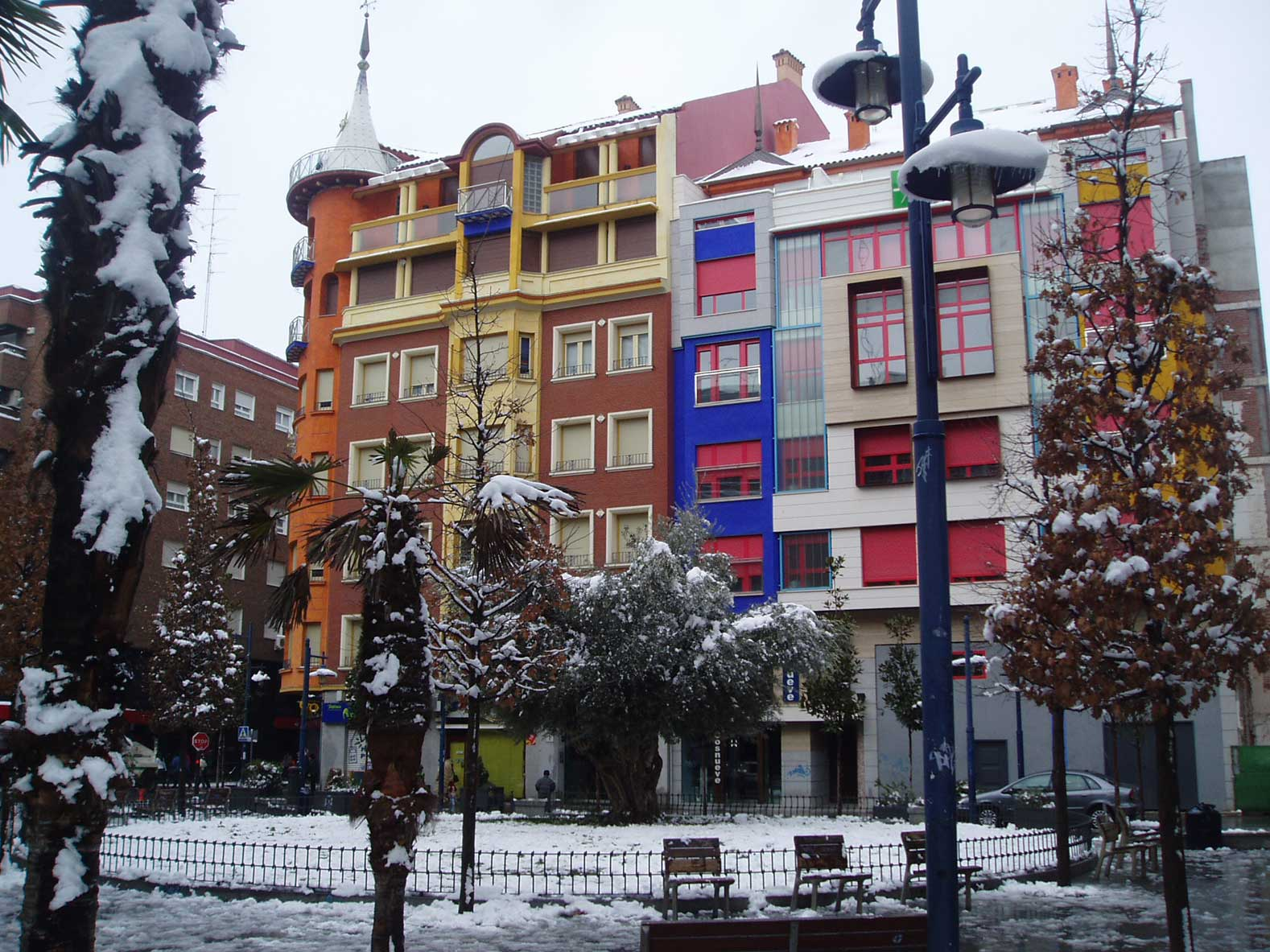
Plaza de la Trinidad en Talavera de la Reina.

Actualmente no existe una reivindicación territorial, pero sí un fuerte sentimiento comarcal en todas las subcomarcas de las Tierras de Talavera, que siguen considerando a esta ciudad como su núcleo económico y cultural, aún sobrepasando los límites de las comunidades autónomas.[cita requerida] La máxima expresión de este sentimiento se escenifica en la fiesta de las Mondas, en las que muchos pueblos de las Tierras de Talavera se desplazan a la capital comarcal con carrozas y regalos para la Virgen del Prado, vestidos con sus atuendos locales y con músicas y danzas comarcales. Los alcaldes de todos[cita requerida] los pueblos cambian ese día su bastón de mando con el alcalde de Talavera de la Reina, en señal de que éste cede su poder durante esa jornada a los pueblos de la comarca. La ceremonia se lleva a cabo en la Basílica del Prado ante la imagen de la Virgen y la autoridad religiosa. Al final de la misma, y como colofón del acto, penetra en la Basílica un carro tirado por dos carneros procedentes del barrio de Gamonal con banderas de papel, flores, ramas y cera.

## Tradiciones

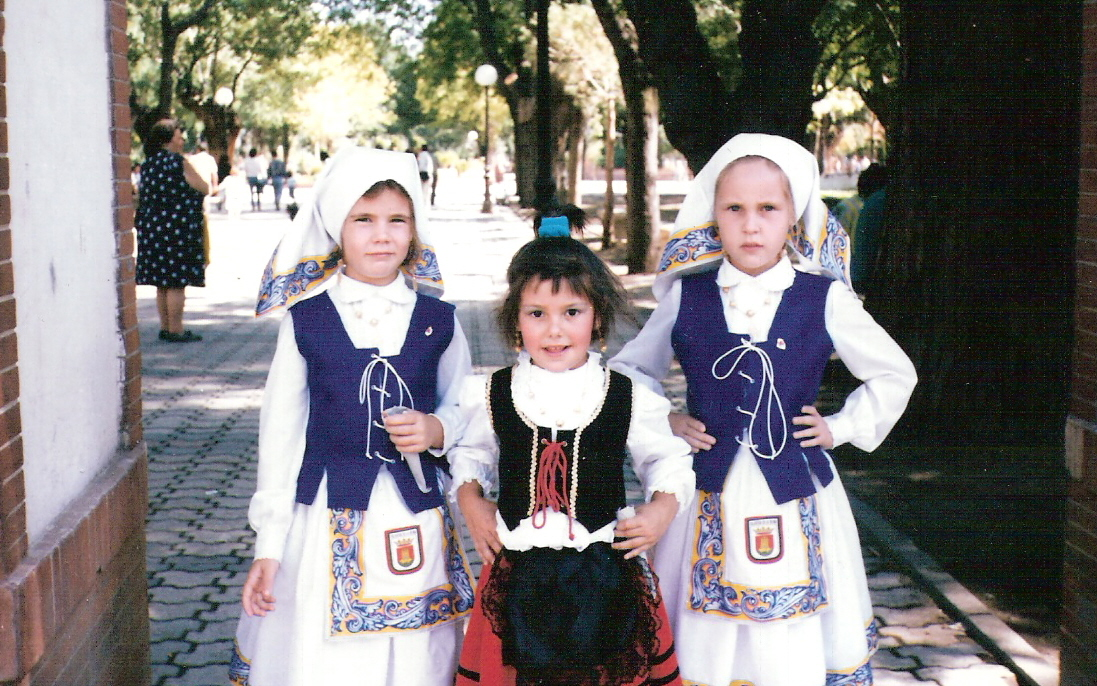
Niñas con trajes típicos de Talavera.

La comarca de Talavera es mezcla de las tradiciones del sur de Castilla la Vieja y nordeste de Extremadura, con las que tiene más afinidad que con otras zonas más lejanas de la comunidad autónoma castellano-manchega. La gastronomía es propia del sur de Ávila y las costumbres etnográficas, de la zona de la sierra de Gredos y este de Cáceres. La flor tradicional es la jara, que da nombre a una de sus comarcas.
Existe un acento propio del castellano meridional, con mezcla del dialecto extremeño:
- Aspiración de las eses finales (casas/casah)
- Transformación en h aspirada de las eses intervocálicas (nosotros/nohotroh)
- Palabras propias como "jarvar" = excavar, "picatel" = mosquito, "pólvora" = fuegos artificiales, "achiperre" = instrumento u objeto innecesario, o "tuverah".

Hay danzas tradicionales como las Jotas Talaveranas, o la danza de la Manzana.
Es muy interesante visitar el Museo Etnográfico situado en la zona antigua de Talavera de la Reina.